# جوني هاوك
جوني هاوك (بالإنجليزية: Johnny Hawke)‏ هو لاعب كرة قدم أسترالية أسترالي، ولد في 1925 في كوينبيان في أستراليا، وتوفي في 10 يناير 1992 بسبب مرض باركنسون.